# Cidadelhe (Mesão Frio)
Cidadelhe é uma povoação portuguesa sede da Freguesia de Cidadelhe do Município de Mesão Frio, freguesia com 2,55 km² de área e 131 habitantes (censo de 2021), tendo, por isso, uma densidade populacional de 51,4 hab./km².

## Demografia
A população registada nos censos foi:
| Distribuição da População por Grupos Etários | Distribuição da População por Grupos Etários | Distribuição da População por Grupos Etários | Distribuição da População por Grupos Etários | Distribuição da População por Grupos Etários |
| -------------------------------------------- | -------------------------------------------- | -------------------------------------------- | -------------------------------------------- | -------------------------------------------- |
| Ano                                          | 0-14 Anos                                    | 15-24 Anos                                   | 25-64 Anos                                   | > 65 Anos                                    |
| 2001                                         | 24                                           | 27                                           | 99                                           | 57                                           |
| 2011                                         | 16                                           | 16                                           | 78                                           | 61                                           |
| 2021                                         | 9                                            | 9                                            | 69                                           | 44                                           |

## Património
- Igreja de Cidadelhe;
- Capela de São Gonçalo;
- Castro de Cidadelhe;
- Casa da Quinta do Côtto.